# Proasellus parvulus
Proasellus parvulus là một loài chân đều trong họ Asellidae. Loài này được Sket miêu tả khoa học năm 1960.